# Cantón de Vigny
El cantón de Vigny era una división administrativa francesa, que estaba situada en el departamento de Valle del Oise y la región de Isla de Francia.

## Composición
El cantón estaba formado por dieciocho comunas:
- Ableiges
- Avernes
- Cléry-en-Vexin
- Commeny
- Condécourt
- Courcelles-sur-Viosne
- Frémainville
- Gadancourt
- Gouzangrez
- Guiry-en-Vexin
- Le Perchay
- Longuesse
- Montgeroult
- Sagy
- Seraincourt
- Théméricourt
- Us
- Vigny

## Supresión del cantón de Vigny
En aplicación del Decreto nº 2014-168 de 17 de febrero de 2014, el cantón de Vigny fue suprimido el 22 de marzo de 2015 y sus 18 comunas pasaron a formar parte; once del nuevo cantón de Vauréal y siete del nuevo cantón de Pontoise.